# Virginia (Minnesota)
Pour les articles homonymes, voir Virginia.
Virginia est une ville du comté de Saint Louis, dans l’État du Minnesota, aux États-Unis. Sa population s’élevait à 8 712 habitants lors du recensement de 2010, puis est estimée à 8 523 habitants en 2016.

## Source
- (en) Cet article est partiellement ou en totalité issu de l’article de Wikipédia en anglais intitulé « Virginia, Minnesota » (voir la liste des auteurs).